# フォーバーグ・マリニー

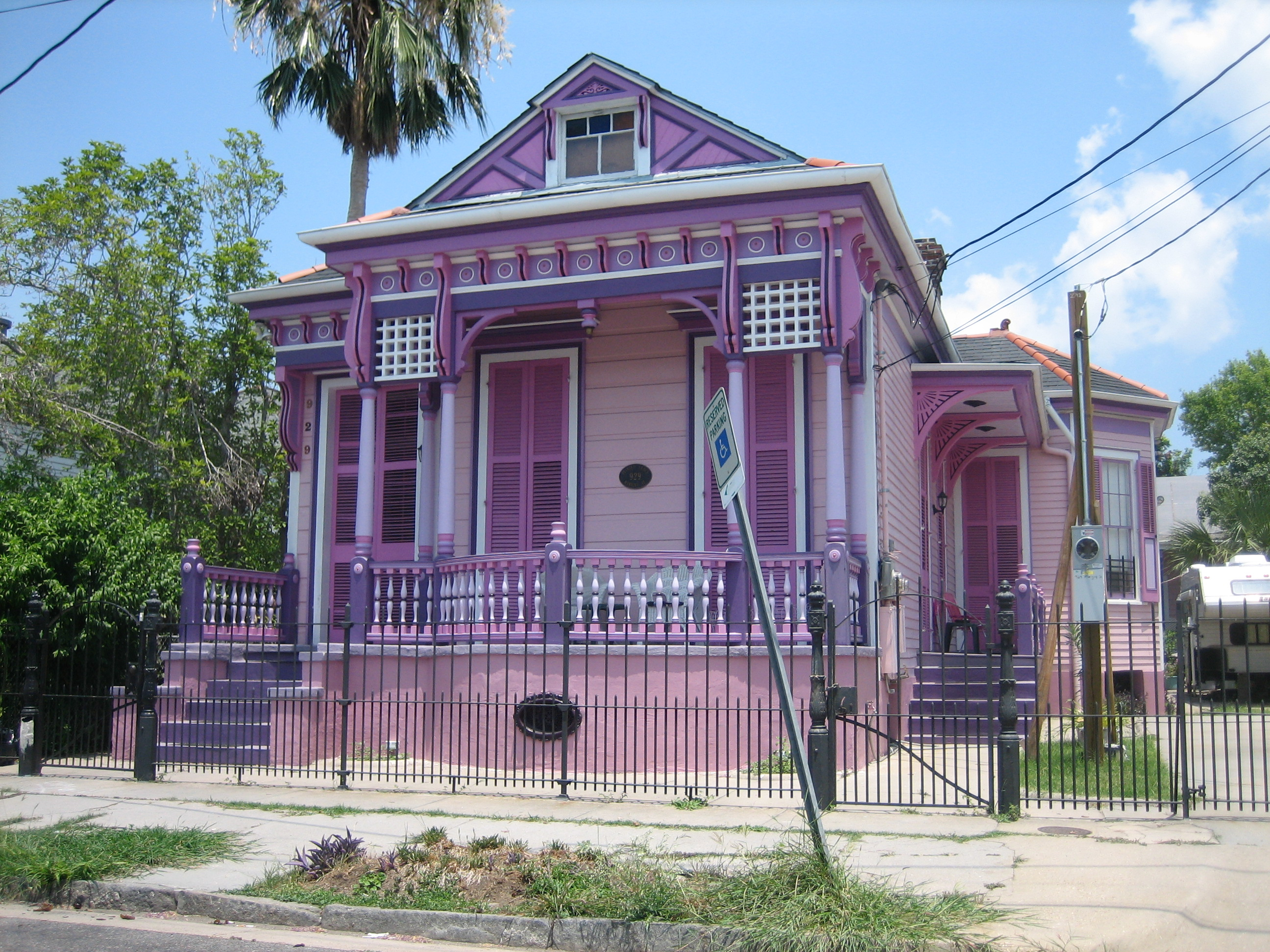
マリニー地区の古風な木造住宅

フォーバーグ・マリニー（Faubourg Marigny）は、米国ルイジアナ州ニューオーリンズのダウンタウンの地域のひとつである。観光地として著名なフレンチ・クオーターから見るとミシシッピ川下流側の隣に位置するこの地域は、略してマリニーと称されることもある。

## 境界線と位置関係
この地域は三角形に近い形をしており、最も短い辺がミシシッピ川に面している。上流側の境界線はエスプラネード・アベニューで、この通りを隔ててフレンチ・クオーターと接している。下流側の境界線はプレス・ストリート、あるいはフランクリン・アベニューであり、バイウォーター地域と接している。裏側(ポンチャートレイン湖に近い側)の境界線は2通りあり、いわゆる｢オールド・マリニー」と呼ばれる地域を分ける線はノース・ランパート・ストリートである。ランパート・ストリートよりも裏側のセントクロード・アベニューに至るところまでの地域は「ニュー・マリニー」とも呼ばれる。
19世紀においては、マリニーはニューオーリンズの第三の基礎自治体であった。エスプラネードとエリジャン・フィールズ・アベニューの間の三角形の地帯は、ニューオーリンズ市のセブンス・ワード(第7区)の一部であり、「マリニー・トライアングル」と称されることもある。この他の地域はエイス・ワード(第8区)に属する。但し、プレス・ストリートを下流側の境界線とする場合、フランクリン・アベニューとプレス・ストリートの間の3ブロックは、ナインス・ワード(第9区)である。

## 歴史
マリニーは19世紀初頭に、クレオールの奇人富豪開拓者、ベルナール・グザヴィエ・フィリップ・ド・マリニー・ド・マンデヴィルによって、彼の家族所有のプランテーションに設立された。当時は、この地域はニューオーリンズ市の境界線の外側であった。まず建設されたのは、川に近い地帯である。川から遠いセントクロード・アベニュー側の「ニュー・マリニー」は、白人のクレオール達が妾とその子息のために住居を立てた地域として知られている。19世紀初頭、白人のクレオールが有色人種の妾を持つプラサージュ(plaçage)と呼ばれるこの地域特有の習慣があった。
エリジャン・フィールズ・アベニュー (Elysian Fields Avenue)は、パリのシャンゼリゼ通り (Champs-Élysées)に因んで命名されたが、この通りは、フォーバーグ・マリニーのメイン・ストリートとして設計されたものであった。エリジャン・フィールズは、ミシシッピ川からポンチャートレイン湖までの約8kmを直線で結んだニューオーリンズ初の通りであった。1830年から1831年にかけて、通りの中心に線路が敷かれる形でポンチャートレイン鉄道が建設された。線路の終点の地域はミルンバーグという町に発展した。マリニーのタウン・スクエアであるワシントン・スクエアは、エリジャン・フィールズ・アベニューに面している。
20世紀初頭、この地域の環境は大きく悪化し、ワシントン・スクエア周辺の地域はその治安の悪さからルイジアナ州のアンゴラ刑務所になぞらえて「リトル・アンゴラ」などと称されるに至った。しかし20世紀の後半になると状況は大幅に改善することとなる。1984年に開催されたニューオーリンズ国際河川博覧会の影響でフレンチ・クオーターの地代が急騰したことにより、多くのフレンチ・クオーターの住民がマリニーに移住したのであった。フレンチメン・ストリートは、市内でも有数のライヴ・ハウスやレストランが並ぶ通りに発展し、地元民のみならず、観光客も多く訪れるようになっている。
マリニーは、マルディグラの際、多くの人々が仮装をして歩く華やかさでも知られている。また、この地域には、ニューオーリンズ・センター・フォー・クリエイティブ・アーツ (New Orleans Center for Creative Arts)がある。
マリニー地域出身の有名人としては、ジャズ・ピアニストで作曲家のジェリー・ロール・モートン、歌手のリジー・マイルスがいる。
2005年8月29日のハリケーン・カトリーナは、ニューオーリンズの大部分に大きな被害をもたらしたが、マリニーの被害は他の地域より比較的軽かった。ランパート・ストリートより川側の地域はある程度の風害受けたが、海抜が高かったため浸水は免れた。より海抜の低いニュー・マリニーは浸水したものの、他の地域に比べその水位は低かった。19世紀の様式の高床住宅の多くは、その床の高さゆえにより、被害の大きかったクレイボーン・アベニュー付近の住宅でさえも、ひどい浸水を免れている。ハリケーンの2ヶ月後、ワシントン・スクエアには台所、家庭用品の交換所が設置された。マリニー地区の再開は9月から10月にずれ込んだが、これは市の再開をZIPコード(郵便番号)単位で行うという当初の決定のためであった。マリニー地区は、被害の大きかった地域と同じZIPコードを共有しているのである。再開は遅れたものの、その後は急速に復興した。